# Kościół św. Antoniego Opata w Xagħrze
Kościół pod wezwaniem Świętego Antoniego Opata (malt. Il-knisja ta’ San Anton Abbati, ang. Saint Anthony the Abbot Church) – rzymskokatolicki kościół w miejscowości Xagħra na wyspie Gozo na Malcie. 

## Historia

### Początki
Jeden z najstarszych kościołów na Gozo leży na terenie znanym jako Qaċċa, w najwyżej położonej części wioski Xagħra. Dzisiejsza Xagħra w przeszłości nazywana była „Casal Caccia”. Pierwsze wzmianki na temat kaplicy pod wezwaniem św. Antoniego Opata pochodzą sprzed 1400 roku. Według starych dokumentów zbudowana została przez miejscową rodzinę De Camire Hinzi w miejscu znanym jako Hainxeibe (Għajn Xejba). Potwierdza to raport papieskiego wizytatora Pietro Dusiny z 1575.

### Przebudowa
W 1601 kaplica została przebudowana na planie prostokąta, zbudowano wtedy zuntier (plac) i cmentarz przed kościołem. Nabożeństwo do patrona kościoła wzrastało, co potwierdza raport z wizyty biskupiej w 1608. Niewiele później zbudowana została mała dzwonnica na szczycie fasady.
Kaplica została opuszczona w 1644, jak stwierdzono podczas wizyty duszpasterskiej biskupa Caramasy.

### Kościół parafialny
28 kwietnia 1688 biskup Davide Cocco Palmieri ustanowił parafię w Xagħrze, a kościół św. Antoniego został jej pierwszym kościołem parafialnym, z ks. Bernardem Formozą jako proboszczem. Stan ten przetrwał do 1692, kiedy to 12 maja zakończona została budowa nowego kościoła parafialnego.  

### Zaraza 1814
Początek XIX wieku był najbardziej bolesnym okresem dla kaplicy, gdyż stąd w 1814 rozprzestrzeniła się na całą wyspę Gozo epidemia dżumy. Niejaki Anġlu Galea przywiózł z wyspy Malty, na której epidemia dopiero co wygasła, dla swojej córki Rużarji għonnellę, jak się wkrótce okazało – zakażoną. Pierwszymi ofiarami zarazy był wspomniany Anġlu, jego córka, oraz zakrystian Kasimiru Rapa, którzy zostali pochowani pod posadzką kościoła. Ich groby pieczętuje żelazny pręt, widoczny blisko ołtarza. W sumie zaraza pochłonęła 104 ofiary.

Kiedy zaraza wygasła, niektóre przedmioty z kościoła, m.in. obraz tytularny, zostały spalone w celu odkażenia wnętrza. Adamaszek, którym pokryte były ściany kościółka, został zdjęty i zanurzony na 40 dni w wodzie w Ramla Bay. Jak nietrudno przewidzieć, po tak długim okresie przebywania w słonej morskiej wodzie, nie nadawał się on już do użycia.
Nowy obraz tytularny, przedstawiający św. Antoniego oraz ludzi z Xagħry mieszkających podczas epidemii pod namiotami, namalowany został przez ks. Salv Bondiego w 1816 lub 1818.
W 1847, podczas renowacji kościoła, zbudowana została galeria organowa.

### II wojna światowa
W 1942, podczas długotrwałego nalotu bombowego, kościół został zniszczony. Zdekonsekrowany przez biskupa Gozo Mikiela Gonziego, po odbudowie ponownie poświęcony we wrześniu 1947 przez biskupa Giuseppe Pace.

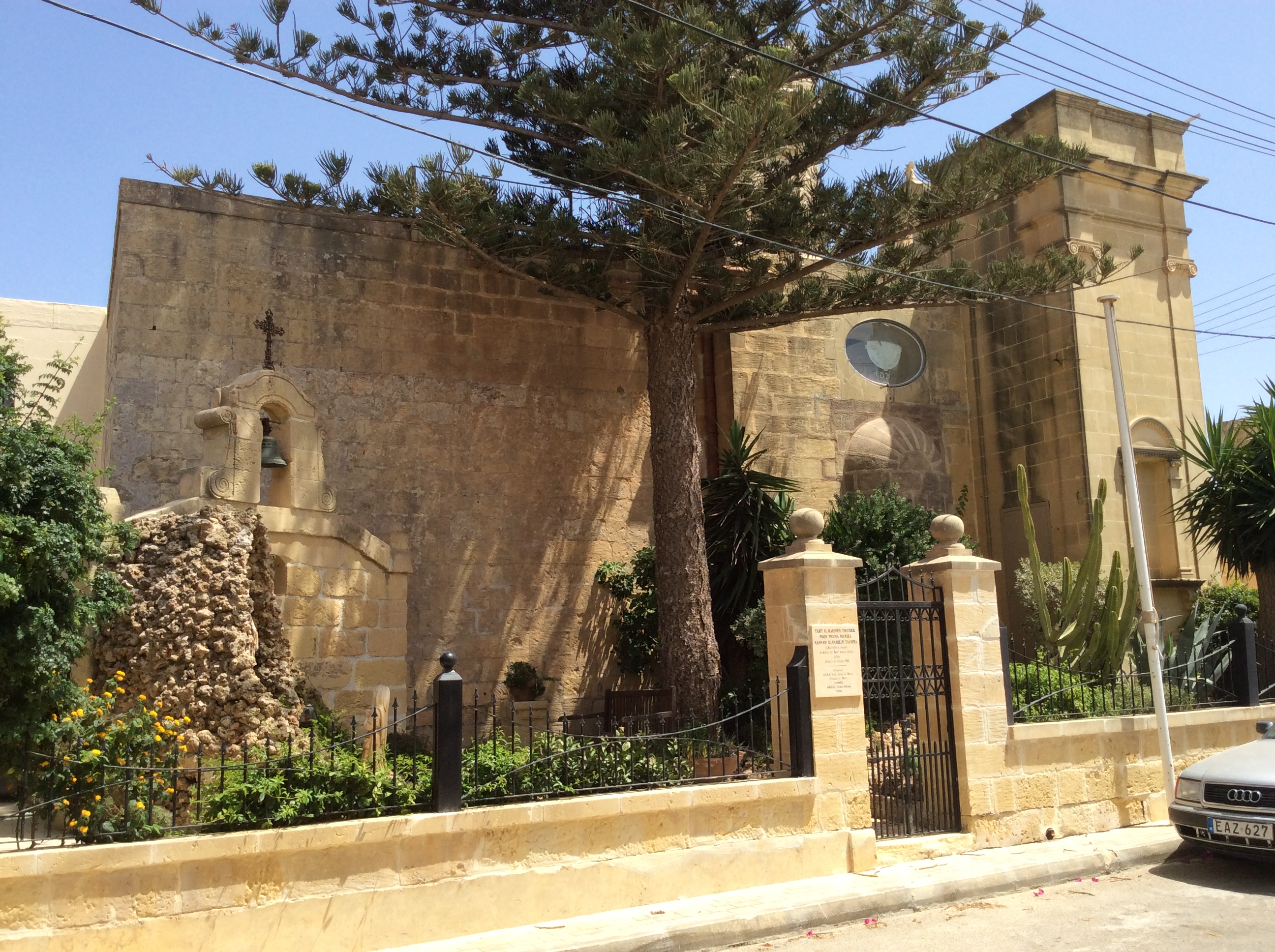
Kościół widziany z boku. Zwraca uwagę „wystająca” nowa fasada, która jest szersza od kościoła

### Okres powojenny
W 1955 powiększono plac przed kościołem, a biskup Pace ponownie go poświęcił 13 listopada tego samego roku. Znany gozański artysta Wistin Camilleri wykonał statuę św. Antoniego w otoczeniu zwierząt.
Ponownie w 1988 lub 1993 kościół przeszedł transformację. Przebudowana została jego fasada oraz dobudowana wieża–dzwonnica. Według jednych zmiany te wymazały oryginalność i prostotę kaplicy z 1601, według innych – aktualna fasada ma lepszą prezencję.

## Architektura

### Wygląd zewnętrzny
Fasada kościoła jest ozdobiona czterema pilastrami jońskimi. Główne drzwi kościoła, do których prowadzi kilka schodów, oflankowane są dwiema wolnostojącymi kolumnami jońskimi, na których wspiera się proste belkowanie oraz trójkątny fronton. Są też cztery, dwie na fasadzie, dwie na bocznych elewacjach, puste nisze. Pilastry po prawej stronie ciągną się na drugiej kondygnacji ponad belkowaniem, tworząc kwadratową w przekroju dzwonnicę, która jest dość wysoka w stosunku do fasady. Zmieniono natomiast oryginalną małą dzwonnicę, która znajdowała się od 1601 nad drzwiami kościoła – na nowej iglicy zamiast oryginalnego krzyża umieszczono ośmioramienny krzyż maltański.

### Wnętrze

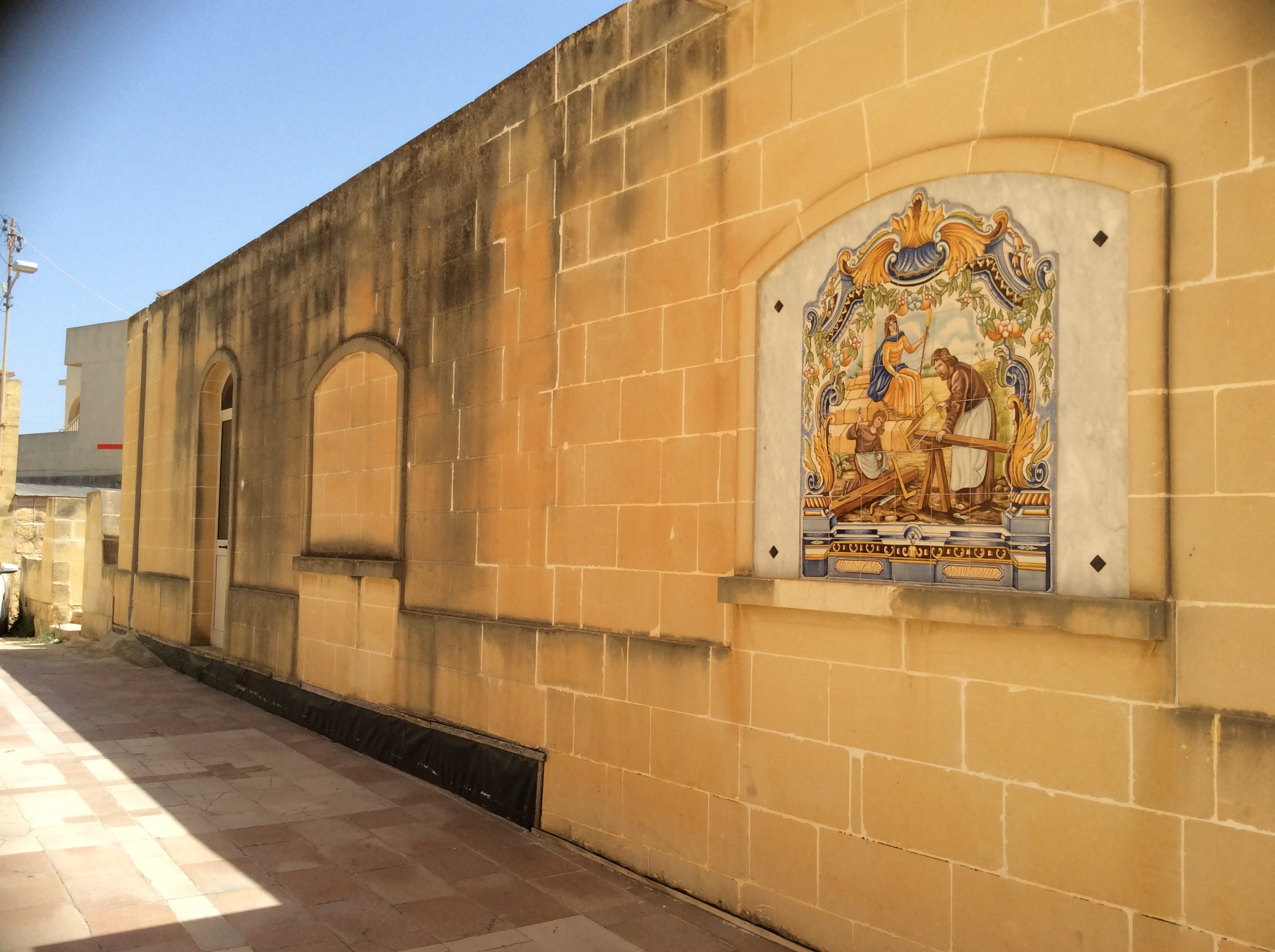
Mozaika „Święta Rodzina”

Wnętrze kościoła daje poczucie spokoju. Obraz tytularny, namalowany w 1816 lub 1818, przedstawia św. Antoniego Opata, którego mieszkańcy Xagħry proszą o uratowanie od zarazy. Inny obraz znajdujący się w kościele to „Męczeństwo św. Marcjana z Limoges”. Nowa, naturalnej wielkości statua św. Antoniego ze świnią, wykonana została w styczniu 1988 przez syna Wistina, Michaela Camilleri Cauchi. Inna figura procesyjna w kościele przedstawia Świętą Rodzinę. Na zewnątrz kościoła jest również mozaika o tej samej tematyce.

## Fiesta
Święto liturgiczne św. Antoniego Opata przypada na 17 stycznia, uroczystości odbywają się w trzecią niedzielę stycznia. Ceremonia błogosławieństwa zwierząt wprowadzona została w 1947.
W sobotnią noc, w wigilię święta, figura świętego jest przenoszona w prostej procesji do bazyliki w Xaghrze. W niedzielę biskup odprawia mszę świętą w bazylice i poświęca setki sucharów i małych papierowych torebek owsa z obrazem świętego. Po mszy św. procesja z figurą świętego oraz wyczyszczonymi i przyozdobionymi zwierzętami przechodzi na plac św. Antoniego, gdzie biskup błogosławi wiernych i zwierzęta. Głównymi „uczestnikami” procesji są konie, osły i psy, a także owce, jagnięta, prosięta, koty, króliki, drób, gołębie i inne ptaki, oraz te najmniejsze: żółwie, chomiki, świnki morskie i inni ulubieńcy. Każde zwierzę dostaje poświęconego suchara oraz woreczek owsa. Przez całą ceremonię orkiestra gra żywe marsze. Ludzie ze wszystkich stron Gozo przybywają do Xagħry, aby wziąć udział w uroczystości lub ją oglądać, chociaż zwykle wieczór bywa jednym z najzimniejszych w sezonie.
Po procesji w kaplicy udzielane jest błogosławieństwa eucharystyczne, kończące uroczystości.

## Kościół dzisiaj
Aktualnie (2019) w kościele odprawiana jest codziennie poranna msza święta. 

## Ochrona dziedzictwa kulturowego
Budynek kościoła umieszczony jest na liście National Inventory of the Cultural Property of the Maltese Islands pod nr. 1117.